# Children of the Corn: Revelation
Children of the Corn: Revelation is een Amerikaanse horrorfilm uit 2001 onder regie van Guy Magar. Het is het zevende deel in de Children of the Corn-filmserie.

## Verhaal
Jamie Lowell gaat naar Omaha om haar oma te zoeken, die al tijden de telefoon niet opneemt. Ze is niet in haar appartement en aan de plaatselijke bewoners heeft ze ook niet veel. Jamie zet haar zoektocht voort met behulp van agent Armbrister. Terwijl ze probeert uit te vinden wat er aan de hand is, duiken er steeds zich vreemd gedragende kinderen op.

## Rolverdeling
| Acteur           | Personage         |
| ---------------- | ----------------- |
| Claudette Mink   | Jamie             |
| Kyle Cassie      | Det. Armbrister   |
| Troy Yorke       | Jerry             |
| Michael Rogers   | Stan              |
| Crystal Lowe     | Tiffany           |
| Michael Ironside | The Priest        |
| Sean Smith       | Boy Preacher Abel |
| Jeff Ballard     | Jongen #1         |
| Taylor Hobbs     | Meisje #1         |